# Polistepipona polistiformis
Polistepipona polistiformis är en stekelart som först beskrevs av Giordani Soika 1950.  Polistepipona polistiformis ingår i släktet Polistepipona och familjen Eumenidae.

## Underarter
Arten delas in i följande underarter:
- P. p. jonesi
- P. p. polisticolor